# Hospital Universitario y Politécnico de La Fe
El Hospital Universitario y Politécnico de La Fe (oficialmente en valenciano: Hospital Universitari i Politècnic La Fe), conocido popularmente como La Nueva Fe (para diferenciarlo del antiguo complejo hospitalario), es un hospital universitario español ubicado en la avenida de Fernando Abril Martorell, 106, de la ciudad de Valencia, en el barrio de Malilla. Ocupa una superficie construida de más de 260 000 m².
Pertenece al Departamento de Salud Valencia La Fe de la Consejería de Sanidad Universal y Salud Pública de la Generalidad Valenciana, que integra un Centro de Especialidades (Ricardo Trénor Palavicino, ubicado en la Calle Alboraya de Valencia), 12 centros de salud y 8 consultorios complementarios de Atención Primaria. Este departamento dispone también de un Área de hospitalización de enfermos crónicos y de larga estancia y un punto de atención de urgencias 24 horas ubicados en el recinto de la Avenida de Campanar, 21, de Valencia (antiguas instalaciones del propio centro sanitario La Fe).
La Fe es el hospital de referencia de la Comunidad Valenciana y presta asistencia sanitaria en régimen de urgencia, ambulatorio, hospitalización y domiciliario en todas las especialidades médico-quirúrgicas del niño, adulto y la mujer existentes en la actualidad. Aplica medios preventivos, diagnósticos, curativos y rehabilitadores, y como hospital universitario desarrolla investigación y docencia de pregrado y postgrado. En el ámbito de las ciencias de la salud, coopera con la Atención Primaria, otras instituciones y centros implicados con la salud, fomentando acuerdos con ellos para permitir la continuidad asistencial.

## Atención pública
Con una población asignada de más de 300 000 personas, La Fe fue considerado uno de los hospitales más grandes de Europa en los años 1970. Acoge también pacientes de otros departamentos y de otras comunidades autónomas. Esta atención de referencia supone aproximadamente un 60 % de su actividad anual.
En la actualidad, el hospital dispone de 1000 camas de agudos y críticos y todas sus habitaciones son individuales. En cuanto a sus parámetros de actividad, La Fe registra anualmente unos 5000 nacimientos, cerca de 50 000 ingresos, unas 30 000 intervenciones quirúrgicas y atiende unas 240 000 urgencias.
Tiene una plantilla de más de 6000 personas, además de acoger a más de 400 residentes en formación cada año y casi un centenar de estancias formativas de médicos de otros hospitales españoles o extranjeros. Asimismo, el Hospital La Fe es cada año uno de los centros hospitalarios con mayor nivel de atracción para los nuevos residentes españoles. Cada año, médicos, farmacéuticos, enfermeros, biólogos, físicos y demás especialistas que deben cursar una residencia eligen este centro entre sus primeras preferencias. En 2015, fue el sexto hospital de España en nivel de atracción y el primero en la Comunidad Valenciana.
La Fe es el primer hospital de España acreditado para hacer todo tipo de trasplantes de órganos y tejidos. En este sentido, la Unidad de Cirugía y Trasplante Hepático de La Fe, de la cual fue jefe el doctor José Mir Pallardó hasta su jubilación en 2010, es un referente europeo. El hospital acogió en 1991 el primer trasplante de hígado en la Comunidad Valenciana, seguido del primer trasplante infantil en 1996 y el primer trasplante de células hepáticas de España en 2008.
Asimismo, en el año 2004 los doctores Miguel Ángel Sanz y Guillermo Sanz, del servicio de Hematología del Hospital La Fe, publicaron un editorial y un artículo sobre el trasplante de sangre de cordón umbilical en la revista científica "New England Journal of Medicine", la más influyente del mundo en el ámbito de la práctica y la investigación clínicas. La Fe es líder europeo y se encuentra entre los primeros del mundo en esta modalidad de trasplante destinada a adultos con enfermedades hematológicas malignas.
La Fe llevó a cabo también el primer trasplante de cara, mandíbula y lengua de España, así como el primer trasplante de piernas del mundo, realizados por el cirujano Pedro Cavadas.
El Hospital La Fe cuenta también con diversas unidades de adultos y pediátricas de referencia nacional designadas por el Ministerio de Sanidad, Servicios Sociales e Igualdad del Gobierno de España: La Unidad Multidisciplinar de Epilepsia, la Unidad de Ataxias y Paraparesias Hereditarias, la Unidad de Patología Neuromuscular, la Unidad de Esclerosis Múltiple, la Unidad de Cirugía de Trastornos del Movimiento, la Unidad de Patología Vascular Raquimedular, la Unidad de Quemados Críticos, la Unidad de Infecciones osteoarticulares y unidades de Trasplante de Pulmón, Corazón y Progenitores Hematopoyéticos. Del mismo modo, en el área pediátrica están reconocidas a nivel nacional la Unidad de Trasplante Renal Infantil, la Unidad de Neurocirugía Pediátrica Compleja y la Unidad de Enfermedades Metabólicas Congénitas Pediátricas. Además, el hospital cuenta con 24 unidades y servicios de referencia en la Comunidad Valenciana reconocidos por la conselleria de Sanitat.
Desde el punto de vista de la investigación, La Fe cuenta con una sólida trayectoria. Está acreditado como Instituto de Investigación Sanitaria La Fe por parte del Instituto de Salud Carlos III del Gobierno de España desde el año 2009. Cuenta con más de 50 equipos de investigación especializados en cáncer, genética, trasplantes o toxicidad de fármacos, entre otros, que publican más de 500 artículos anuales en revistas científicas.
Por todo ello, el Hospital Universitario y Politécnico La Fe fue elegido como el hospital público de España con mejor Gestión e Innovación, por la revista especializada Medical Economics, en su certamen de 2014. Además, sus servicios y personal cuentan con diversos premios y reconocimientos recogidos durante sus más de 40 años de historia.

## El traslado a las nuevas instalaciones

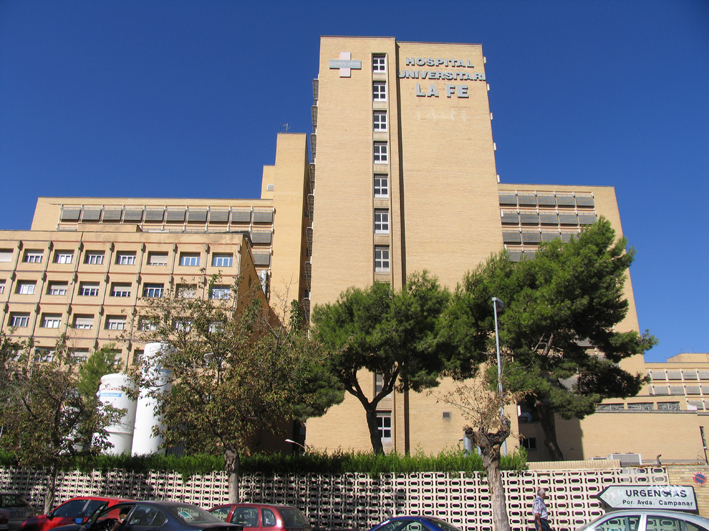
Antiguas instalaciones del Hospital La Fe, en Campanar

Entre el 29 de noviembre de 2010 y el 20 de febrero de 2011 se llevó a cabo el traslado de La Fe a unas nuevas instalaciones en el sur de la ciudad, tras 42 años prestando servicio en otro barrio de la ciudad, Campanar.
La reubicación de La Fe constituyó la operación logística de mayor envergadura y complejidad realizada hasta el momento en el campo sanitario español, debido al gran tamaño de su infraestructura, a su plantilla y a la cifra y gravedad de enfermos ingresados para trasladar (250 pacientes en dos domingos sucesivos, incluidos bebés de 840 gramos de peso).
Más de 1800 profesionales compusieron la operativa del traslado para cada uno de los días clave y fueron necesarias 40 ambulancias para trasladar a los pacientes hospitalizados en el trayecto de los 7 km que separaban un hospital del otro.
La gestión de este traslado fue premiada por distintos medios de comunicación como Levante-El Mercantil Valenciano con su galardón denominado “Importante” del mes de noviembre de 2011, en reconocimiento al esfuerzo de todos los profesionales que participaron en la puesta en marcha del nuevo hospital. También el Diario ABC-Salud otorgó un Premio Nacional en la categoría de “Mejor Gestión Sanitaria” en 2011 al gerente, Melchor Hoyos, por el éxito del traslado.
Asimismo, el Observatorio de Comunicación Interna e Identidad Corporativa integrado por la consultora Inforpress, la revista Capital Humano y el Instituto de Empresa Business School, galardonó a La Fe con uno de sus premios a las mejores prácticas en comunicación interna durante el traslado en el año 2011.